# Três Palmeiras
Três Palmeiras, auch 3 Palmeiras (portugiesisch für „Drei Palmen“), ist ein Filmdrama des portugiesischen Regisseurs João Botelho aus dem Jahr 1994. Der Film entstand auch im Rahmen der Kulturförderung Lissabons als Kulturhauptstadt Europas 1994.

## Handlung
Morgens um 6 Uhr an einem Wintertag in Lissabon im Jahr 1994 wartet eine vierzigjährige Frau auf ihre Entbindung in etwa acht Stunden. Der Vater ihres Kindes, ein sehr viel jüngerer Mann, lenkt sie von ihren Schmerzen mit Gesprächen und Geschichten ab, die Stimmung schwankt zwischen Langeweile, Spannungen und komischen Momenten. Der Blick aus ihrem Zimmer geht an drei Palmen vorbei auf die Straßen Lissabons und den Himmel darüber.
Zwischen Lachen, Weinen, Erstaunen und Verwirrung vergeht so die Zeit bis 14 Uhr, als eine Person aus den Erzählungen des Mannes tot aus dem Fluss gezogen wird und zeitgleich der bewegende Schrei des Neugeboren erschallt.

## Rezeption
Der ruhige, verschachtelte Film wurde erstmals in einer Vor-Premiere in der Cinemateca Portuguesa am 14. Mai 1994 gezeigt. Er feierte seine offizielle Premiere am 17. Mai 1994 bei den Internationalen Filmfestspielen von Cannes 1994 und lief danach auf weiteren internationalen Filmfestivals, darunter das Toronto International Film Festival. In die Kinos kam der Film am 16. September 1994 in Portugal und am 12. April 1995 in Frankreich.
Três Palmeiras wurde später in Portugal als VHS-Kaufkassette vom Filmverleih Atalanta Filmes veröffentlicht.
Der Film war der portugiesische Kandidat für den besten fremdsprachigen Film zur Oscarverleihung 1995, gelangte bei der folgenden 67. Oscarverleihung jedoch nicht zur Nominierung.